# Ulvdrågen
Ulvdrågen är ett naturreservat i Hällefors kommun i Örebro län.
Området är naturskyddat sedan 2009  och är 243 hektar stort. Reservatet består av myrar, sumpskog och talldominerad barrskog. I öster finns en mindre sprickdal som övergår i myrdråget Ulvdrågen.